# The Ghost Talks
The Ghost Talks (br.: Fala, Fantasma!) é um filme curta metragem estadunidense de 1949, dirigido por Jules White. É o 113º filme de um total de 190 da série com os Três Patetas produzida pela Columbia Pictures entre 1934 e 1959.

## Enredo
Os Três Patetas estão trabalhando como carregadores de mudança para levar os móveis do castelo Smorgasbord, que é assombrado. Tudo corre bem no início, apesar de alguns sustos, até que uma armadura habitada por um fantasma chamado Peeping Tom (voz de Phil Arnold) assusta os Patetas, convencendo-os de que ele é, de fato, um espírito amigável. Depois de finalmente conquistar sua confiança, Tom conta ao trio sua história com Lady Godiva (Nancy Saunders). Por sua vez, seu fantasma é amaldiçoado e preso dentro da armadura por mil anos.
Os Três Patetas, no entanto, ainda têm um trabalho a fazer e dizem a Tom que eles têm que retirar tudo no castelo, incluindo ele. O Fantasma instrui o trio que deixará uma "má sorte" sobre eles se tentarem levá-lo embora. Shemp, Larry e Moe se revezam tentando levar Tom, mas uma série de trapalhadas, como um sapo pulando na camisa de Shemp e uma coruja entrando em um crânio e aparentando ser um espírito da morte, acaba por assombrar os Patetas. Enquanto eles correm para outra sala para escapar, Lady Godiva monta em um cavalo e leva Tom. Os Três Patetas correm para a janela para vê-los partir, apenas para serem atacados por três tortas sucessivas em meio a uma multidão animadora.